# Juana la Macarrona
Juana la Macarrona, nombre artístico de Juana Vargas de las Heras (Jerez de la Frontera, 1870 —Sevilla, 13 de abril de 1947), fue una bailaora gitana de flamenco, descendiente de Tío Juan Macarrón y Tío Vicente Macarrón.

## Biografía
Hija de Juan de Vargas, guitarrista, y de Ramona de las Heras, cantaora. Con apenas ocho años fue contratada para actuar en el café sevillano de La Escalerilla; allí fue descubierta por Fernando Ortega "el Mezcle", que le consiguió un contrato en el malagueño Café de las Siete Revueltas, donde permaneció dos años, antes de irse a trabajar a Barcelona. Volvió a Sevilla con 16 años y fue contratada en el Café de Silverio y luego en el Burrero junto a Fernanda Antúnez y La Mejorana. Estos triunfos le valieron para ser contratada en Madrid, en el Liceo Ríus y el Café Romero de la calle de Atocha. Volvería al Burrero sevillano, pero ya célebre en toda España y aun fuera de ella. Debutó en París, en el Gran Teatro de la Exposición Universal de París (1889), donde según su biógrafo, Juan de la Plata, tuvo entre el público al sah de Persia, quien entusiasmado por el baile de La Macarrona dijo: "Esta graciosa serpiente es capaz de hacerme olvidar a todas mis almées de Teherán". En 1922, formó parte del espectáculo "Ases del arte flamenco", en el madrileño Ideal Rosales, con "la Antequerana", Faíco, "El Estampío", "El Mochuelo" y Ramón Montoya. En 1933, fue llamada por "la Argentinita" para participar en el espectáculo "Las Calles de Cádiz", presentado en Madrid y repuesto por Concha Piquer tras la guerra civil española.
Fernando el de Triana escribió de ella: 

"Ésta es la que hace muchos años reina en el arte de bailar flamenco, porque la dotó Dios de todo lo necesario para que así sea: cara gitana, figura escultural, flexibilidad en el cuerpo, gracia en sus movimientos y contorsiones, sencillamente inimitables. Cuando con su mantón de Manila y su bata de cola sale bailando y hace después de unos desplantes la parada en firme para entrar en falseta, queda la cola de su bata por detrás en matemática línea recta; y cuando en los diferentes pasos de dicha falseta tiene que dar una vuelta rápida con parada en firme, quedan sus pies suavemente reliados en la cola de su bata, semejando una preciosa escultura colocada sobre delicado pedestal." Adquirió fama mundial, siendo considerada como una de las grandes reinas del flamenco, y especialmente famosa por el delicado movimiento de sus brazos.

En 1926, ya sexagenaria, evocaba su vida en los cafés con estas palabras: "...Porque estas piernas mías que han sido de bronce, van siendo ya de alambre. Aquella Macarrona que aguantaba una semana de juerga, bailando, cantando y bebiendo, pasó a la historia. ¡Una ruina, hijo!". En 1946, un año antes de su muerte, se le tributó un homenaje benéfico en el teatro San Fernando de Sevilla.
Entre los homenajes en su memoria, hay que citar la casa "La Macarrona", obra del célebre arquitecto Fernando Higueras, así conocida por sus espectaculares voladizos en recuerdo la gracia de los brazos de esta bailaora de finales del siglo XIX. También puede considerarse como un homenaje la Alegrías de la Macarrona, en el repertorio de Rocío Jurado.